# Progetto Star Trek
Progetto Star Trek era il nome in codice di un progetto di Apple Computer sviluppato tra il 1992 e il 1993. Ispirato nel nome alla famosa serie televisiva di fantascienza, era una versione del sistema operativo Macintosh in grado di essere utilizzato sulle macchine Intel-compatibili (durante quegli anni il macOS funzionava su macchine basate sui processori Motorola della serie 68000). Lo slogan era: "Per andare là dove nessun Mac è mai giunto prima."
Gli sviluppatori erano riusciti ad avviare un PC 486 con una versione modificata del System 7 e la rappresentazione grafica era indistinguibile da quella di un Macintosh classico. Il progetto venne cancellato a metà del 1993, non a causa di incompatibilità hardware o software ma per una scelta strategica e per carenze del personale.
Sebbene non esista una versione funzionante di macOS per processori Intel compatibili, alcuni programmatori indipendenti hanno sviluppato degli emulatori software in grado di far funzionare il macOS. I due emulatori più conosciuti sono vMac e Basilisk II. Va notato che, essendo degli emulatori, devono tradurre le istruzioni Motorola in istruzioni Intel e questo rende i programmi molto lenti anche su macchine molto veloci. Dal maggio del 2004 si è reso disponibile un nuovo emulatore, chiamato PearPC, in grado di emulare un processore PowerPC e quindi in grado di far funzionare macOS. Trattandosi di un emulatore, soffre come i precedenti di analoghe limitazioni ed è un programma estremamente lento.
Dieci anni dopo il progetto Star Trek, è possibile eseguire Apple Darwin, il cuore Unix di Mac OS X, sulle piattaforme x86 senza bisogno di emulazioni e quindi a piena velocità. Ciò è reso possibile dalla decisione di Apple di rendere open source (Apple Public Source License) il nucleo del sistema operativo, anche se la disponibilità di driver è molto limitata, così come il supporto di architetture non PowerPC. È significativo il fatto che Apple abbia reso open source il nucleo del sistema operativo ma non la sua interfaccia grafica: Aqua è il fiore all'occhiello del Mac OS X e quindi difficilmente Apple renderà pubblico il suo componente più prezioso.
Alcuni anni dopo l'abbandono del progetto Star Trek si è diffusa la voce di un presunto progetto Marklar volto al porting del Mac OS X su X86. Per anni Apple ha smentito le voci ma, il 6 giugno 2005 ha confermato l'esistenza del progetto e ha dichiarato che avrebbe abbandonato i processori PowerPC in favore dei processori x86 nel giro di due anni. I primi computer di questa serie (ossia i nuovi iMac e i MacBook Pro) sono entrati in commercio nel gennaio 2006.
Attualmente, con la "transizione" di Powerbook (rinominato MacBook Pro), iBook (MacBook), PowerMac (Mac Pro), iMac e Mac mini (nomi invariati) all'architettura Intel, tutto il parco macchine Apple utilizza i nuovi chip. La transizione si è completata il 6 agosto 2006.